# Казімеж Ахт-Тарловський
Казімеж Ахт-Тарловський (пол. Kazimierz Eugeniusz Acht-Tarłowski, пол. Kazimierz Eugeniusz Tarłowski-Acht); 13 жовтня 1859, Підтемне (нині Львівського району, Львівської області) — 1912, Львів) — польський лісівник. Перший поляк, який захистив докторську роботу в Академії земляних культур у Відні. Редактор часопису «Sylwan» (1892—1895), професор Львівської політехніки (1909).

## Життєпис
Навчався у Львівській політехніці та Академії земляних культур у Відні (нині — Віденський природознавчий університет). До 1883 року проходив практику у Романові (нині Львівський район Львівщини), подорожував по лісах Чехії, Саксонії, Баварії та Бадену. У 1884 році пройшов практичний іспит для зарахування на державну службу в Міністерстві сільського господарства.
1885—1887 — помічник вчителя школи лісників у Болехові, 1887—1891 — урядник державних лісів у Красній, 1891—1994 — урядник державних лісів у Львові, 1894—1903 — люстратор (контролер) Неполомицької пущі. З 1899 року був радником, а з 1908 — старшим радником лісового господарства. З 1910 — керівник Дирекції державних лісів у Львові; з 1912 — придворний радник і директор державних земель.
Від року 1892 року — доцент, а з 1909 — надзвичайний професор Львівської політехніки (читав курс лісівництва для студентів хімічного відділення). Активний член Галицького лісового товариства, представляв його на лісових з'їздах 1892, 1893, 1899 і 1900 років у Відні, а також на з'їзді лікарів і натуралістів 1906 року в Кракові. Автор багатьох праць.
Помер у Львові у 1912 році та похований на полі № 17 Личаківського цвинтаря у гробівці родини Любич-Жолкевських.

## Родина
Був одружений з Камілою Тарловською. У шлюбі народилася донька Ядвіга Тарловська (у шлюбі — Тжаска-Забельська; 8 червня 1896, Волоське село, Болехів — 6 березня 1949, Краків), театральна актриса, відома як Ядвіга Батовська.